# Samson - La vera storia di Sansone
Samson - La vera storia di Sansone (Samson) è un film del 2018 diretto da Bruce Macdonald.
Il film è ispirato alla storia biblica di Sansone narrata nel Libro dei Giudici dell'Antico Testamento.

## Trama
Sansone, nato e cresciuto nella tribù di Dan, viene considerato dagli israeliti come il prescelto che li libererà dalla schiavitù dei filistei. Suo padre Manoach, sua madre Zealphonis, suo fratello Caleb e il resto del popolo attendono il giorno in cui Sansone darà inizio alla rivolta, tuttavia egli non desidera la guerra contro i filistei e anzi s'innamora di una di loro, Taren, decidendo di sposarla. Taren è una serva del principe dei filistei, Rallah, che assieme alla sua promessa sposa Dalila inizia a complottare contro Sansone per asservirlo e distruggerlo, temendo la forza dell'israelita. Rallah si presenta al matrimonio di Sansone, provocandolo, e manda a monte la cerimonia, scatenando l'ira di lui. Il conflitto fra i due porta all'uccisione da parte di Rallah di Taren e Manoach. Sansone fa una grande strage di filistei, grazie alla forza sovrumana concessagli da Dio, e in conseguenza di ciò essi lasciano in pace gli israeliti per alcuni anni. Tuttavia, in seguito, il re Balek e suo figlio Rallah decidono di stringere nuovamente il giogo sugli ebrei. Per scoprire i segreti di Sansone, Rallah lo fa sedurre da Dalila, che riesce nel suo intento, facendo imprigionare Sansone, ormai privo di forze. Ma quando egli viene portato in catene di fronte a Rallah e a tutti i filistei riuniti, per essere deriso, Dio gli concede nuovamente la forza e così l'israelita fa crollare le colonne dell'edificio morendo insieme ai suoi nemici. Caleb, che era presente, riesce a salvarsi e torna dalla sua tribù per guidare una rivolta che molti anni dopo porterà alla liberazione del popolo ebraico.